# 東京迪士尼樂園大飯店
東京迪士尼樂園大飯店（日语：東京ディズニーランドホテル；）是一座日本東京迪士尼度假區內的迪士尼品牌飯店。坐落於東京迪士尼樂園的正對面，與樂園之間相隔著迪士尼度假區線的東京迪士尼樂園車站。

## 概要
東京迪士尼樂園大飯店在2008年7月8日始幕。建築樣式參考了20世紀初期的維多利亞風格，與東京迪士尼樂園入口的世界市集區域相同。飯店內共有705間客房，以及其他的餐飲和購物設施。

## 設施

### 餐廳
- 雪伍德花園餐廳（シャーウッドガーデン・レストラン）
- 美人蕉時尚餐廳（カンナ）
- 夢想家歡飲廳（ドリーマーズ・ラウンジ）

### 商業設施
- 鏡緣禮品店（ルッキンググラス・ギフト）
- 迪士尼精品店（ディズニー・マーカンタイル）
- 神仙教母美容院（ビビディ・バビディ・ブティック）
- 魔法紀念攝影棚（マジックメモリーフォト）

### 服務設施
- 朦朧山泳池（ミスティマウンテンズ・プール）

## 外部連結
- 官方網站 （页面存档备份，存于）（中文）